# Semiothisa carpo
Semiothisa carpo är en fjärilsart som beskrevs av Druce 1893. Semiothisa carpo ingår i släktet Semiothisa och familjen mätare. Inga underarter finns listade i Catalogue of Life.